# Golfclub Ooghduyne
Golfclub Ooghduyne is een Nederlandse golfclub in Julianadorp aan Zee, in de provincie Noord-Holland.
De golfclub werd in 1992 opgericht. In 1993 kon de baan, die door golfbaanarchitect Gerard Jol werd aangelegd, bespeeld worden. De club kreeg in 1993 de B-status en in 1997 de A-status. In 2007 kreeg de club het certificaat van Committed to Green. Aanpassingen aan de baan zijn gedaan door Frank Pont.
De golfbaan Ooghduyne heeft 9-holes, door de lage begroeiing heeft de wind vrij spel. Door de gunstige ligging is de baan het gehele jaar bespeelbaar. Er is ook een familiegolfbaan met par 3 holes. De club beschikt over een driving range aan een vijver, hier kan worden geoefend met drijvende golfballen. De rough wordt onderhouden ("gemaaid") door Engelse Suffolk schapen.